# Газометер

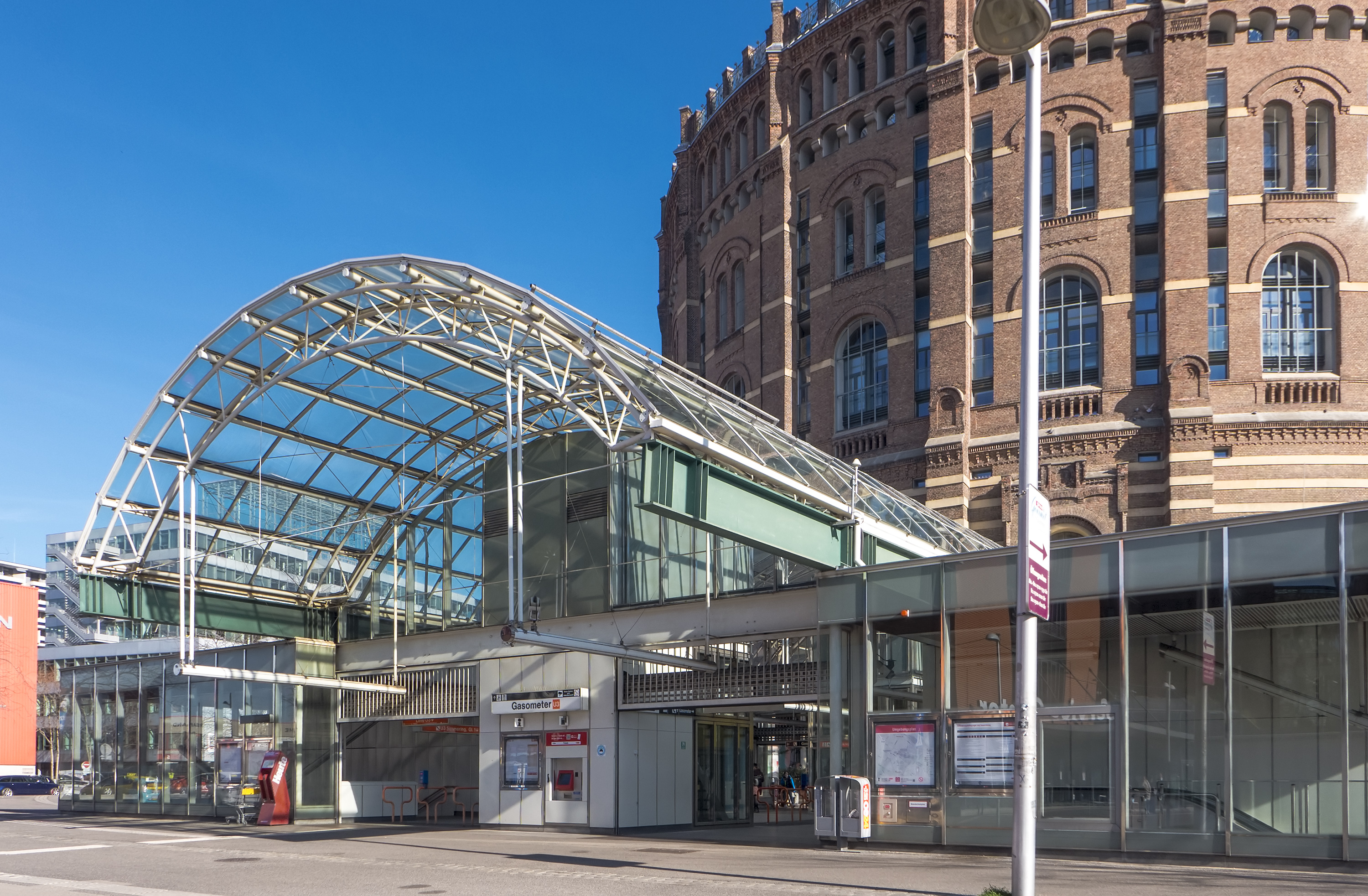
Вид на станцію на фоні газометра A.

48°11′07″ пн. ш. 16°25′03″ сх. д. / 48.1853° пн. ш. 16.4176° сх. д.
«Газометер» (нім. Gasometer, в перекладі — газометри) — станція Віденського метрополітену, розміщена на лінії U3 між станціями «Ердберг» і «Ципперер-штрасе». Відкрита 2 грудня 2000 року у складі дільниці «Ердберг» — «Зіммеринг».
Розташована в 11-му районі Відня (Зіммеринг), біля віденських газометрів, від яких і отримала назву.